# ハンス・シュペーマン
ハンス・シュペーマン（独: Hans Spemann、1869年6月27日 – 1941年9月9日）は、ドイツの発生学者。胚の特定箇所が、他の細胞を組織や臓器へと誘導する胚誘導の発見に対し、1935年のノーベル生理学・医学賞が授与された。

## 経歴

### 発生学者になるまで
ハンス・シュペーマンは、出版者ヴィルヘルム・シュペーマン（独: Wilhelm Spemann）と、妻リジンカ（旧姓ホフマン、独: Lisinka Hoffman）の長男としてシュトゥットガルトに生まれた。シュペーマンは、1878年から1888年までエーバーハルト・ルートヴィヒ・ギムナジウム・シュトゥットガルト (de) に通った。彼は学校を卒業した後、1年間父親の稼業を手伝い、ハンブルクで本販売を行った。続いて1889年・1890年の2年間、カッセル・フザール（Kassel Hussar）で軍務に就く。1891年にはハイデルベルク大学に入学して医学を学び、1893年には予備試験を受けた。大学では、解剖学者カール・ゲーゲンバウアーの授業に引きつけられた。ここでシュペーマンは、生物学者・精神科医のギュスターヴ・ヴォルフと出会う。ヴォルフは、イモリで発生学的実験を行い、成長したイモリの目を除去しても再生することを実証した人物だった。在学中に、シュペーマンは学生組合 "Karlsruhensia" に参加している。
1892年、シュペーマンはクララ・ビンダー（独: Klara Binder）と結婚し、夫婦の間には2人の息子が生まれた。1893年から1894年にかけて、彼はミュンヘン大学で臨床実習を行ったが、次第に医者より発生学者を目指すべきだと気付いた。またミュンヘン生活中に、アウグスト・パウリと親交を結んでいる。彼はヴュルツブルク大学の動物学研究所に移り、1908年まで講義を担当した。1895年に、動物学・植物学・物理学の学位を取ったが、これはテオドール・ボヴェリ、ジュリウス・サックス、ヴィルヘルム・レントゲンの研究を下敷きにしたものだった。
ボヴェリの指導を受けつつ、シュペーマンは寄生虫 Strongylus paradoxus の細胞系列について研究して博士論文を提出し、更に教育免状取得のため、カエルの中耳発生について研究している。

### 個体発生学上の実験
1896年の冬、結核患者隔離用のサニタリウムで過ごしながら、シュペーマンはアウグスト・ヴァイスマンの著書 "The Germ Plasm: A Theory of Heredity" を読んだ。彼は自伝にこう書き記している。
「私は、類い希なる明敏さを以て、その究極の結果に対して念入りに作り上げられた、遺伝と発生における1つの理論に気付いたのだった･･････そしてそれは私の実験研究への刺激剤になった」
当時の発生学研究は、どれも矛盾した結果を示していた。1888年、ヴィルヘルム・ルーは、2割球期に熱した針を刺して1つの割球を殺す実験を行った。ルーが残った割球がどう成長するか観察したところ、半分の胚が形成された。1892年、ハンス・ドリーシュは同じ実験をウニ胚で行ったが、彼は2割球のうち1つを殺す代わりに、胚をいくつも管の中に入れ、それを振って細胞を分けた。ドリーシュは、ルーの発見とは異なり、やや小さいが完全に発生した胚ができた、と報告した。この食い違いは、ドリーシュが2割球を完全に分けたのに対し、ルーは片方を殺したことにあると考えられている。他方、トーマス・ハント・モーガンやオスカー・ハートヴィヒなどは、前成説・後成説論争決着に大きな意義があるとして2割球分割実験に挑んだが、満足な結果を得ることはできなかった。
シュペーマンはこの困った問題を解明するため、微小手術の名手として両生類の眼に関する研究に取り組んだ。1902年までには、ジャック・レーブやアウグスト・ヴァイスマンの研究を元に、最初の細胞分裂の研究に取りかかっていた。彼が20世紀初頭に発表した論文は実験的な形態形成分野の発展に大きく寄与し、彼自身も微少手術の真の発明者として科学界でもてはやされた。彼は細胞を産毛で結紮（）して分割することに成功した。彼は、2割球期のイモリ胚を新生児の毛で結紮し、人工的な双子形成を行う実験などで成功を収めている。シュペーマンは半分の割合で完全な胚ができることを報告し、分割面が重要との事実を発見した。この事実は前成説を追いやり、シュペーマンがポール・ワイスから学んだ "Morphogenetic field" との概念を支持した。またこれらの結紮実験やその他の他細胞胚実験を通じて、胚の割球には、初期発生に重要な遺伝情報が全て含まれていることを証明した。
彼はまた、イモリ胚の実験から水晶体が眼杯によって誘導されていることを発見している。
1906年、シュペーマンはドイツ自然科学アカデミー・レオポルディーナのメンバーへ選出された。

### 胚誘導とオーガナイザー
1908年、シュペーマンはロストック大学で動物学・比較解剖学の教授に就任し、1914年にはベルリン・ダーレム地区にあったカイザー・ヴィルヘルム生物学研究所 (Kaiser Wilhelm Institute for Biology) のディレクターに就任した。ここでの研究は彼の名を更に高めた。ウォレン・ハーモン・ハリスやエセル・ブラウン・ハーヴィーの研究を参考に、自分のスキルを原腸形成研究へと活用した。彼は胚中の特定部位（原始結節）を他の胚へ移植する実験を行った。
1919年から、シュペーマンはフライブルク大学の動物学教授になり、動物学の講義を担当した。1923年から翌24年にかけては、学長の職にも就いた。
フライブルクにあったシュペーマンの研究室には、博士号を取ったヒルデ・プレショルト（のち、マンゴルト）がいた。実験は彼女の助けを得て数年間行われ、1924年に全容が論文として発表された。彼らは、胚中の一部分で、別の初期胚に移植すると、移植された場所に関係無く二次胚を誘導する特定部位の存在を報告した。シュペーマンはこれを「オーガナイザー・センター」または「オーガナイザー」と呼んだ（日本語では形成体との訳語が当てられることがある）。後に彼はオーガナイザーの部位によって、胚の異なる部分が誘導されることを解明した。この研究は、胚発生の初期段階では予定運命が決定していないことを示す。また、より後期の胚にオーガナイザーを移植しても誘導が起こらないこと（つまり、この時までに予定運命が決定していること）を発見した。
自身の近代的名声とは裏腹に、シュペーマンはハンス・ドリーシュ、アレクサンダー・ギュルヴィッチ、ハロルド・サクストン・バーなどと同様に、新生気論者の「フィールド」解析に参加し続けていた。一方で、ヨハネス・ホルトフリーター、ドロシー・ニーダム、ジョゼフ・ニーダム、コンラッド・ワディントンなどの追実験によって、煮沸や固定、冷凍を受けたオーガナイザーでも誘導能があることが示された。この結論は、実際の誘導因子が生きたものではない分子であることを示したが、20世紀の終わりになるまで、どのようなシグナルが働いているかの研究は遅々として進まなかった。
1928年には両生類の胚を使い、初の体細胞核移植を成功させた（これはクローン技術の始まりとも言える業績である）。彼は1935年に、ノーベル生理学・医学賞を授与された。オーガナイザーの胚誘導に関する彼の理論は、1938年に出版された本 "Embryonic Development and Induction" に記されている。この本では、ヒトを含めた哺乳類の体細胞核移植の可能性も示唆されている。

### 晩年
1921年、彼はハイデルブルク学術協会の特別会員になった。1927年には王立協会からクルーニアン・メダル受賞、1929年にはプロイセン科学アカデミーの通信会員（独: korrespondierendes Mitglied）として受け入れられている。1933年にはアメリカ芸術科学アカデミーの会員選出選挙を受けた。1935年、シュペーマンにレオポルディーナのコテニウス・メダルが授与された。
シュペーマンは1937年に定年退職するまで、フライブルク大学の動物学教授としてこの地で研究を続けた。シュペーマンの後任には1番弟子オットー・マンゴルトが就いた。また、1927年から亡くなるまで、カイザー・ヴィルヘルム・ゲセルシャフト (de) の「外部学術会員」（独: Auswärtiges Wissenschaftliches Mitglied）を務めた。
シュペーマンは、心臓病を患い1941年9月12日に亡くなった。彼は生涯古典文学への愛を忘れず、友人たちと絵画や文学、哲学について語らう夕べの会を開くことが常であった。

## エピソード
右翼テロリストアルバート・レオ・シュラーゲターは、彼の前任大学での教え子だった。シュラーゲターは、1923年5月26日、ルール地方のフランス占領軍によって、諜報活動と爆破テロ計画の疑いで逮捕・処刑された。シュペーマンは彼の死を聞き、6月6日の授業を取り止め、学部長や全学生の代表とフライブルク駅へ向かった。フライブルク駅には2つの花輪で飾られた彼の棺が安置されており、シュペーマンは棺に向かって「私には沢山の仲間がいる」と述べた後、「勝利と復讐に幸あらんことを！」と宣言した。
彼は、実験発生学的方法を大きく進め、特にそれまでわずかな例しか行われなかった、卵や胚を紐で縛って区切る方法、いわゆる緊縛法を非常に多くの回数行った。しかし、直径2mmのイモリの卵を新生児の髪の毛を用いて縛る、という極度にストレスのたまる実験を長きにわたって行っていたため、やがて左手が動かなくなってしまった。

## 論文
- ヒルデ・マンゴルトとの共著：Hans Spemann; Hilde Mangold (1924). “Über Induktion von Embryonalanlagen durch Implantation artfremder Organisatoren”. Archiv für mikroskopische Anatomie und Entwicklungsmechanik 100:  599–638.
- Experimentelle Beiträge zu einer Theorie der Entwicklung. Berlin: Julius Springer. (1936).